# Binningen (Svizzera)
Binningen (toponimo tedesco) è un comune svizzero di 15 391 abitanti del Canton Basilea Campagna, nel distretto di Arlesheim; ha lo status di città.

## Geografia fisica
Il territorio comunale è bagnato dal fiume Birsig.

## Storia
Il comune di Binningen è stato istituito nel 1837 con la soppressione del comune di Binningen-Bottmingen e la sua divisione nei nuovi comuni di Binningen e Bottmingen.

## Monumenti e luoghi d'interesse

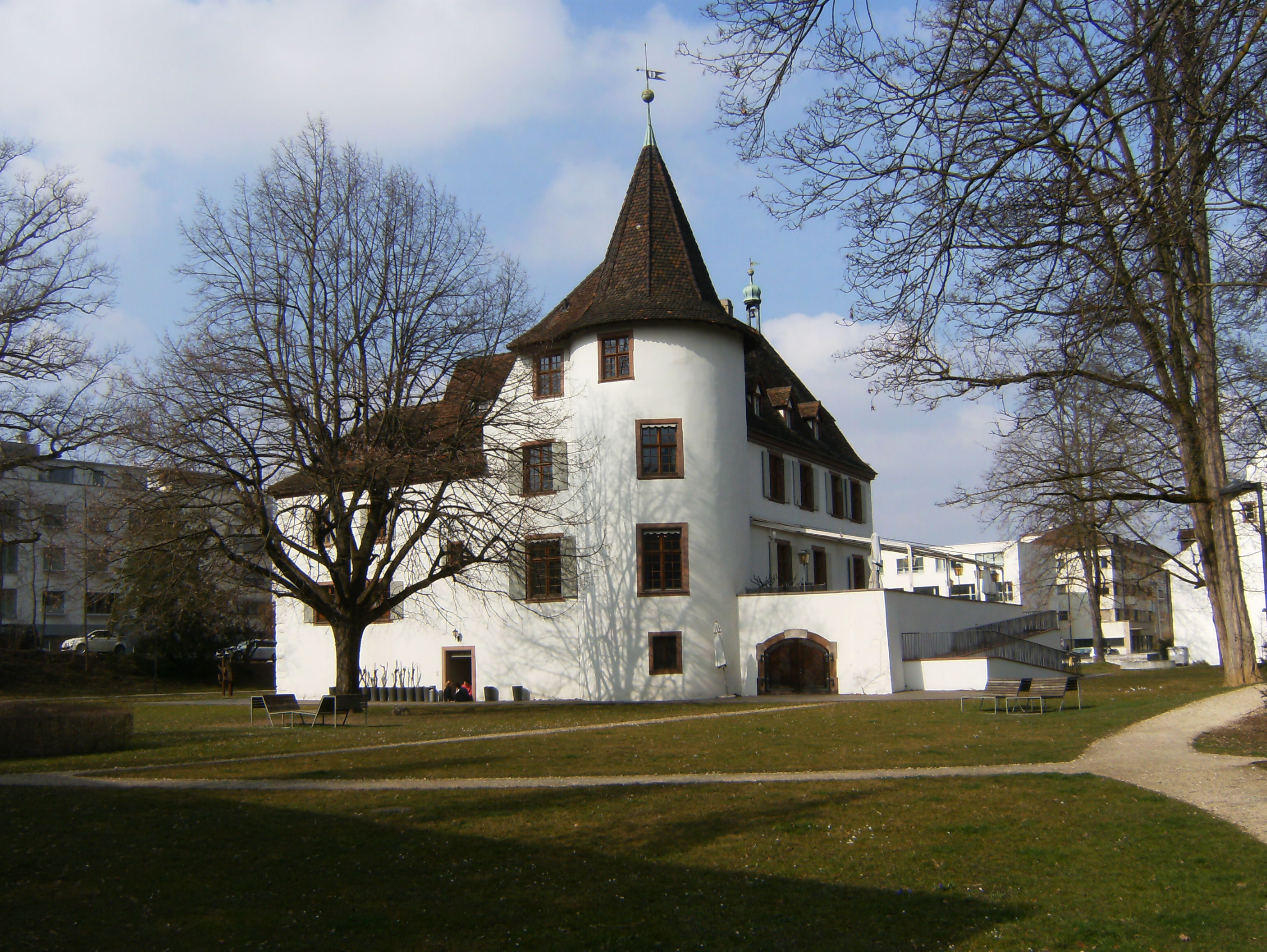
Il castello di Binningen

- Chiesa riformata (già di Santa Margherita), eretta nel IX-XI secolo e ricostruita nel 1673[1];
- Castello di Binningen, attestato dal 1299[1].

## Società

### Evoluzione demografica
L'evoluzione demografica è riportata nella seguente tabella:
Abitanti censiti